# Круткина, Александра Евгеньевна
Александра Евгеньевна Круткина — советский хозяйственный, государственный и политический деятель.

## Биография
Родилась 18.05.1896 (31.05.1896 новый стиль) в сельце Кинельское, Архангельской волости, Бугурусланского уезда, Самарской губернии, русская. 
Окончила Самарскую гимназию (1911-1914), Самарскую фельдшерско- акушерскую школу (1914-1018), специальность фельдшер - акушер. Омский медицинский институт (1927-1931), первый ударный и досрочный выпуск студентов, врач - лечебник. По окончании института работала в Крутинском районе, Омской области врачом - лечебником, заведовала районной больницей и амбулаторией с 1931 - 1933. 
Прошла специализацию  по глазным болезням в Новосибирском мединституте в 1933 г. Работала врачом - окулистом с 1933 - 1937 в Называевском районе Омской области. В город Тюмень приехала в 1938  году, работала в городской больнице врачом - окулистом,  преподавала глазные болезни на отделении медицинских сестер в Тюменском медучилище. 
На должность главного врача Тюменской областной глазной больницы назначена с 25.12.1944 года. С 1 декабря 1949- 1958г. главный врач Тюменского областного трахоматозного диспансера, перепрофилированного из Тюменской областной глазной больницы.
Депутат Областного Совета депутатов 2.3.4 созывов  с 1947 - 1953г. Избиралась депутатом Верховного Совета РСФСР 3-го и 4-го созывов с 1951 - 1953г.
За свою трудовую деятельность, в январе 1944 народным комиссаром здравоохранения СССР награждена знаком "Отличник здравоохранения".
В  ноябре 1945 Указом Президиума Верховного Совета СССР награждена медалью " За доблестный труд в Великой отечественной войне".
В июле 1951 Указом Президиума Верховного Совета РСФСР присвоено звание " Заслуженный врач РСФСР".
В мае 1952 Указом Президиума Верховного Совета  СССР награждена Орденом трудового красного знамени.
Ушла из жизни  8 июля 1958 года в Тюмени, похоронена на Текутьевском кладбище 10 июля 1958.
Комиссия по топонимике  22 марта 2024 года единогласно проголосовала за присвоение улицы имени  А. Е. Круткиной в Новорощинском районе г. Тюмени.
Глава города Тюмени Р. Н. Кухарук  06.05.2024 подписал распоряжение № 78 - рк  о присвоении элементу улично - дорожной сети имени Александры  Круткиной.